# Mary Pix
Mary Pix, nata Mary Griffith (1666 – 17 maggio 1709) è stata una scrittrice e drammaturga inglese.
Ammiratrice di Aphra Behn e collega di Susanna Centlivre, viene considerata dai critici come il trait d'union tra le scrittrici della Restaurazione e quelle del periodo Augusteo.

## Biografia
Mary Griffith nacque nel 1666, figlia del preside della Royal Latin School di Buckingham. Nel 1684 sposò George Pix, un mercante di Hawkhurst, con cui si trasferì prima nel Kent e poi a Londra; la coppia ebbe due figli: George, morto all'età di un anno nel 1690, e William, nato nel 1691.
Esordì nel panorama letterario nel 1696 con il romanzo The Inhumane Cardinal; or, Innocence Betrayed e le tragedie Ibrahim, the Thirteenth Emperour of the Turks e The Spanish Wives, portate al debutto al Theatre Royal Drury Lane. Nello stesso anno fu oggetto di scherno, insieme alle colleghe Delariviere Manley e Catharine Trotter, nella commedia satirica The Female Wits.
Durante la stagione 1697/1698 accusò di plagio il commediografo George Powell: Pix aveva inviato il manoscritto della sua commedia The Imposture Defeated alla compagnia del Drury Lane e Powell, pur avendo rifiutato l'opera, tenne il manoscritto e poco dopo presentò un'opera praticamente identica dal titolo The Deceiver Deceived. Pix lo accusò di plagio, ma Powell negò le accuse, affermò che sia lui che la drammaturga si erano semplicemente ispirati allo stesso romanzo, e scrisse anonimamente una lettera aperta contro di lei e altre scrittrici di teatro.
Lo scandalo ebbe un impatto negativo sulla carriera della Pix, che da quel momento avrebbe pubblicato soltanto in forma anonima almeno altre sette o otto opere, firmandone solo una. Nel maggio 1707 pubblicò la poesia A Poem, Humbly Inscrib'd to the Lords Commissioners for the Union of the Two Kingdoms per commemorare l'Atto di Unione (1707).
Morì due anni più tardi.

## Opere

### Prosa
- The Inhumane Cardinal; or, Innocence Betrayed (1696)

### Teatro
- Ibrahim, the Thirteenth Emperor of the Turks (1696)
- The Spanish Wives (1696)
- The Innocent Mistress (1697)
- The Deceiver Deceived (1697)
- Queen Catharine; or, The Ruines of Love (1698)
- The False Friend; or, the Fate of Disobedience (1699)
- The Beau Defeated; or, the Lucky Younger Brother (1700)
- The Double Distress (1701)
- The Czar of Muscovy (1701) [attribuita]
- The Different Widows; or, Intrigue All-A-Mode (1703) [attribuita]
- Zelmane; or, the Corinthian Queen (1705) [attribuzione dubbia]
- The Conquest of Spain (1705) [attribuita]
- Adventures in Madrid (1706) [attribuita]